# Херман Аранхіо
Херман Аранхіо (ісп. Germán Arangio; нар. 23 травня 1976, Буенос-Айрес) — аргентинський футболіст, що грав на позиції нападника.

## Клубна кар'єра
Вихованець клубу «Расинг» (Авельянеда). Дебютував у аргентинській Прімері 5 серпня 1994 року в матчі проти «Ферро Карріль Оесте» (0:1) і загалом провів у першій команді понад два роки, але не зміг зайняти місце в основному складі, забивши лише один гол у восьми матчах ліги.
Влітку 1996 року Аранхіо перейшов до мексиканського «Торос Неса» з Несауалькойотля. У місцевому вищому дивізіоні він зіграв свій перший матч 24 серпня 1996 року в грі проти «Естудіантес Текос» (2:1), а свій перший гол забив 29 вересня того ж року у матчі проти «Веракруса» (2:0). Вже в наступному сезоні — Верано 1997 — він став віце-чемпіоном країни і 8 голами став другим найкращим бомбардиром команди після Родріго Руїса. За підсумками сезону 1999/00 він вилетів зі своєю командою до другого дивізіону, після чого покинув клуб. Загалом «Торос» провів чотири сезони, забив 45 голів у 139 матчах ліги і запам'ятався тим, що створив яскравий дует нападників зі своїм земляком Антоніо Мохамедом.
Влітку 2000 року Аранхіо став гравцем іншої мексиканської команди — «Атланте». Там він провів рік, після чого повернувся до «Тороса» і виступав у другому дивізіоні. Пізніше він підписав контракт із «Сакатепеком», також із другої мексиканської ліги, а в літнє трансферне вікно 2003 року перейшов до клубу «Емірейтс» з Об'єднаних Арабських Еміратів.
У 2005 році він повернувся на батьківщину, ставши гравцем «Уракана», тренером якого був його колишній партнер по Торосу Антоніо Мохамед. Тим не менш закріпитись у складі аргентинського клубу Херман не зумів і провів 2006 рік у чилійські Прімері — перші півроку в кольорах «Аудакс Італьяно», а другі — в «Палестіно».
Навесні 2007 року він працевлаштувався в колумбійському клубі «Америка де Калі», де лише двічі вийшов на поле в матчах чемпіонату. Під час сезону Апертури 2007 року грав у третій аргентинській лізі, в скромній команді «Алумні». У 2008 році він був гравцем бразильського «Резенді», виступаючи в одній з нижчих ліг.
Завершив професійну ігрову кар'єру у клубі другого мексиканського дивізіону «Альбінегрос», за який виступав протягом 2009 року.

## Виступи за збірну
1995 року у складі молодіжної збірної Аргентини поїхав на молодіжний чемпіонат Південної Америки в Болівії, де забив три голи в п'яти іграх і допоміг свої команді здобути срібні нагороди. Цей результат дозволив команді разом з Аранхіо поїхати і на молодіжний чемпіонат світу 1995 року в Катарі, де нападник провів три матчі і став з командою чемпіоном світу.

## Титули і досягнення
- Чемпіон світу (U-20): 1995